# Głęboka homologia
Głęboka homologia – wspólny mechanizm genetyczny regulujący powstawanie morfologicznie i filogenetycznie odległych cech danych organizmów, związany z istnieniem genów homeotycznych w homeoboksach (ang. homeobox). Definicja ta bywa uznawana przez niektórych autorów za niewystarczająco precyzyjną). 
Termin „głęboka homologia” został wprowadzony w 1997 roku przez Neila Shubina i współpracowników, którzy spostrzegli duże podobieństwa w regulacji genetycznej wykształcania narządów takich, jak skrzydła owadów i kończyny kręgowców (wcześniej ukazały się publikacje W.J. Gehringa i jego współpracowników). Cechy powstałe w wyniku tego mechanizmu są homoplastyczne, ponieważ nie występowały u ostatniego wspólnego przodka wykazujących je taksonów, jednak geny odpowiedzialne za ich rozwój są homologiczne. Odkrycie głębokich homologii dowiodło, że nowe struktury nie muszą być wynikiem mutacji, lecz mogą ewoluować w wyniku „uruchomienia” genetycznego mechanizmu, który powstał u znacznie starszych filogenetycznie organizmów.
Jako najistotniejsze przykłady głębokich homologii podaje się:
- płetwy ryb i kończyny tetrapodów, których wykształcenie jest regulowane genami z grupy Hoxd
- kończyny stawonogów i czworonogów (m.in. geny Distal-less(inne języki) i Homothorax(inne języki) i ich homologi Dlx i Meis1)
- oczy kręgowców i bezkręgowców (zob. biologiczne detektory promieniowania elektromagnetycznego, ewolucja oka(inne języki), gen PAX6(inne języki))[1][6]
- rogi niektórych chrząszczy z grupy Scarabaeoidea wśród zwierząt (m.in. Distal-less i homothorax)[1]
- ryzoidy u gametofitu mszaków
- włośniki u sporofitu roślin naczyniowych (grupa genów RHD6-LIKE)
- liście złożone u roślin dwuliściennych właściwych (geny NAM/CUC-LIKE)[4]